# Суха (Словаччина)
Суха (словац. Suchá) — колишнє село в Словаччині, з 1964 року є сладовою частиною села Владича на території Стропківського округу Пряшівського краю. Розташоване на півночі східної Словаччини біля кордону з Польщею.

## Історія
Уперше згадується у 1567 році як Суха (Zuha, Sucha) у 1920 році і Сухе (Suché).

## Культурні пам'ятки
У селі є мурована греко-католицька церква Вознесіння Господа з 1886 року в стилі неокласицизму, з 1963 року національна культурна пам'ятка.

## Населення
У селі проживає всього кілька пенсіонерів, хати мають функцію дач.
У 1910 році в селі проживало 186 осіб, з них 168 осіб вказало рідною мовою русинську, 179 греко-католиків, 5 юдеїв, 2 римо-католики.